# Isla Ticonata
Ticonata es una isla peruana ubicada en el lago Titicaca. Está localizada en el distrito de Capachica, provincia de Puno, departamento de Puno; entre la península de Capachica y la isla de Amantaní.
En la isla se hallaron vestigios de la cultura Tiahuanaco.